# Erich Peiper

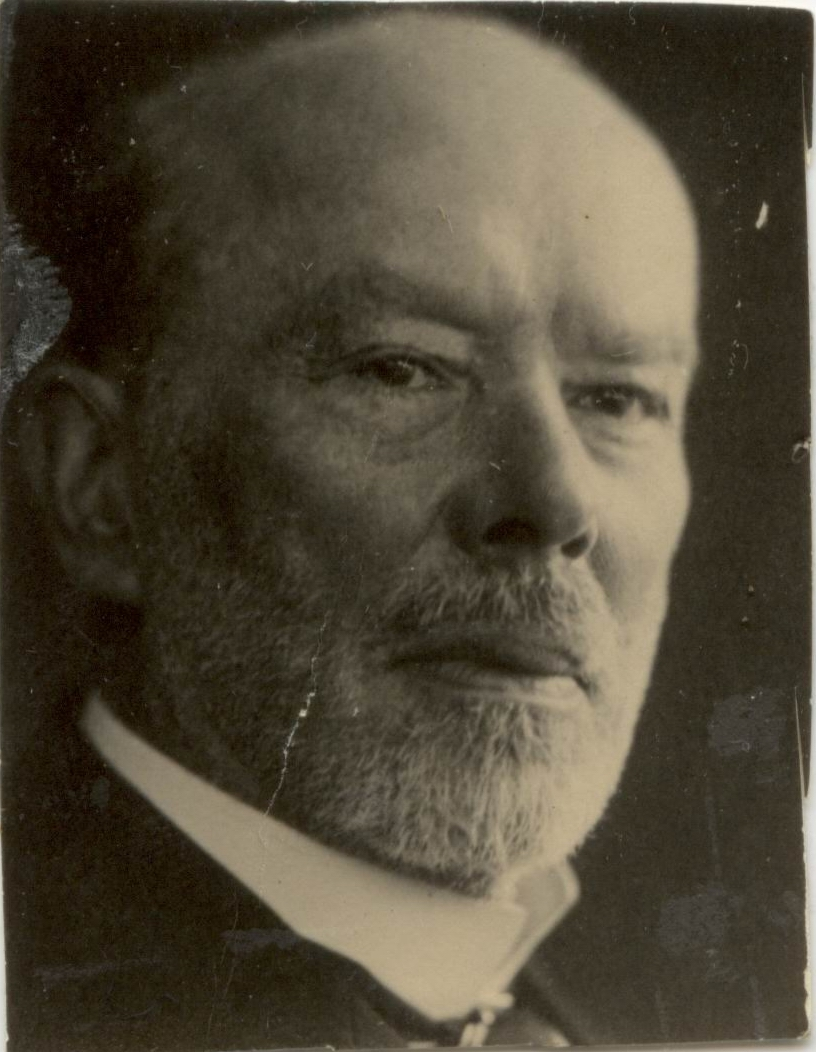
Erich Peiper

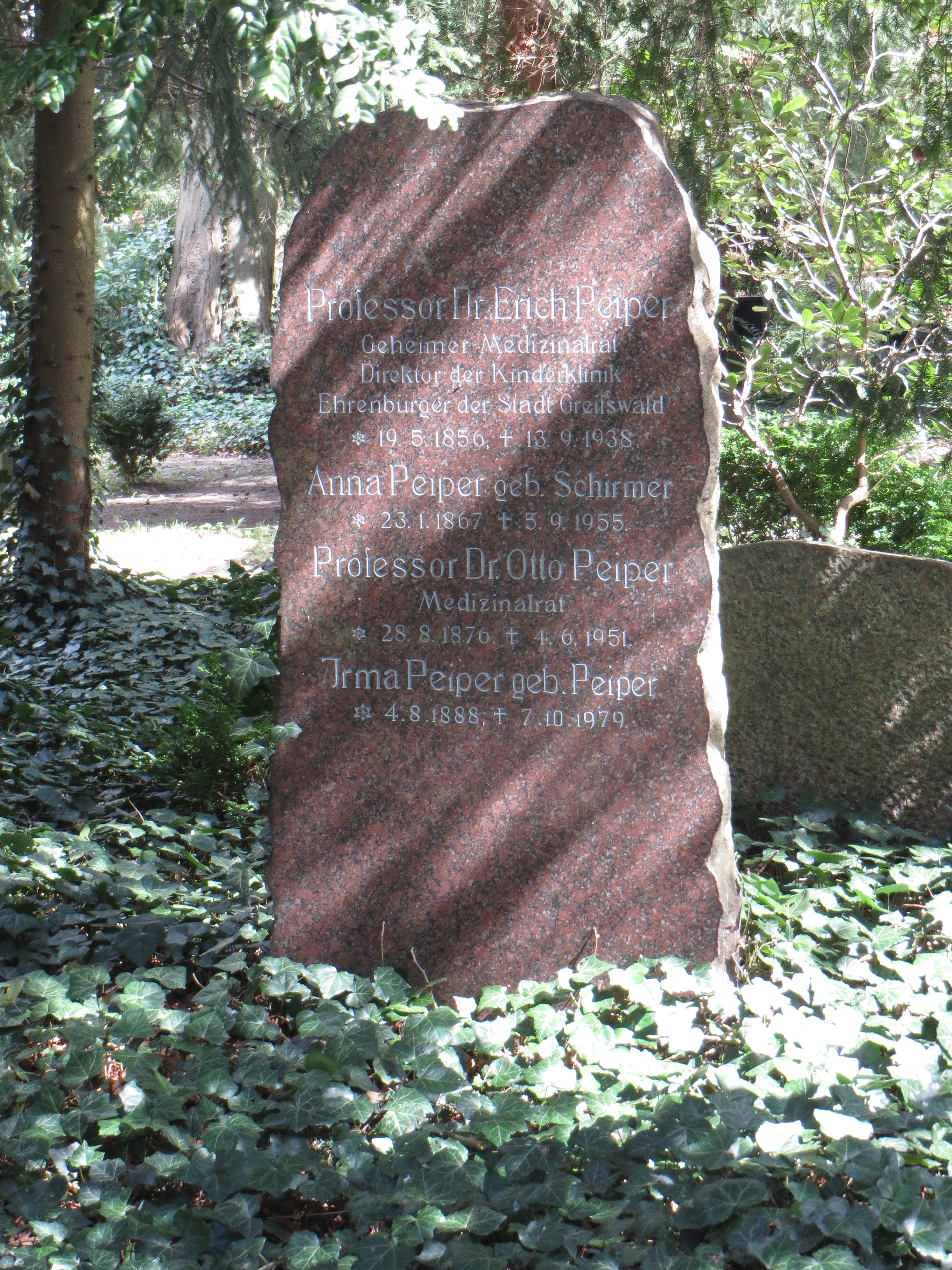
Grab Erich Peiper, Alter Friedhof (Greifswald) 2014

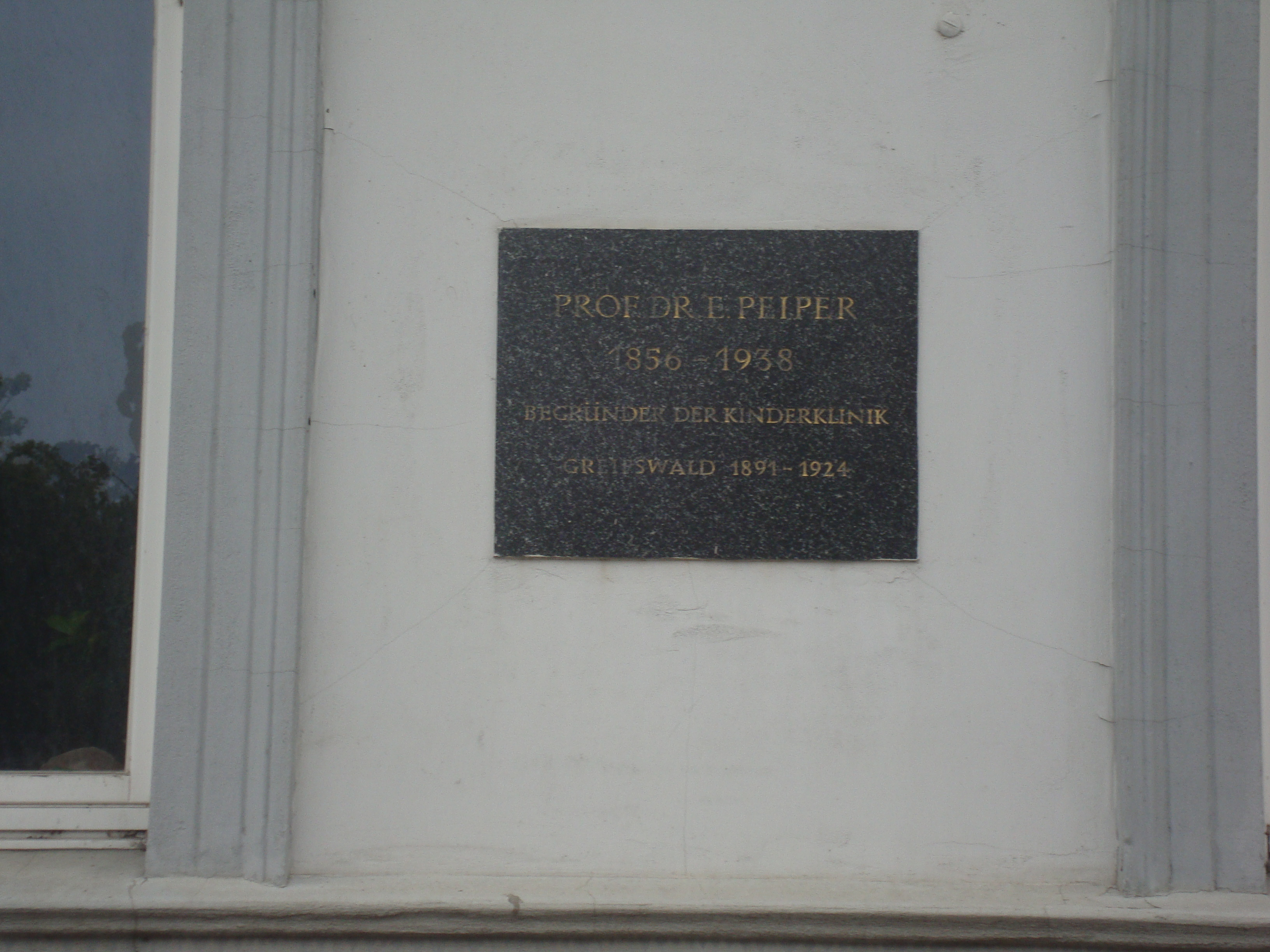
Gedenktafel für Erich Peiper in der Bahnhofstraße 52 in Greifswald

Erich Peiper (* 19. Mai 1856 in Kloster Leubus; † 13. September 1938 in Greifswald) war ein deutscher Kinderarzt.

## Leben
Erich Peiper war der Sohn des Pastors Georg Peiper. Er besuchte das Gymnasium in Liegnitz/Schlesien und studierte dann in Greifswald Medizin. Dort war er Mitgründer des Akademischen Turnvereins A.T.V. (1874), dessen Nachfolgeverbindung ATV Amicitia Greifswald zu Marburg noch heute besteht. Nach Promotion 1881 und  Habilitation 1884 bei Hugo Pernice wurde Erich Peiper 1891 außerordentlicher Professor und fünf Jahre danach Direktor der Medizinischen Poliklinik in Greifswald; 1908 schließlich Direktor der Greifswalder Universitätskinderklinik. 1913 wurde er zum Geheimen Medizinalrat und 1921 zum Ordinarius der Kinderklinik ernannt.
Er war verheiratet mit Anna Schirmer (1867–1955), der Tochter des Greifswalder Augenarztes und Professors für Ophthalmologie Rudolf Schirmer. Seine Söhne, Otto Peiper, Albrecht Peiper, Herbert Peiper und Ulrich Peiper (Kinderarzt) wurden ebenfalls Mediziner, zwei Söhne sogar Ordinarien.
Peiper forschte auf den Gebieten der Impfungen, der Parasitologie und der Säuglingshygiene. Durch sein Wirken konnte die Säuglingssterblichkeit im vorpommerschen Raum deutlich gesenkt werden. Im Jahr 1913 weihte er den Neubau der Kinderklinik in Greifswald ein. Er baute eine moderne Kinderheilkunde an der Universität Greifswald auf.
1926 wurde Erich Peiper zum Ehrenbürger der Stadt Greifswald ernannt.

## Veröffentlichungen (Auswahl)
- Ahnentafel von Hans-Jürgen Max Erich Samuel Peiper *4. XII. 1925 Frankfurt a.M. 2. Auflage. Hartmann, Greifswald 1931; urn:nbn:de:gbv:9-g-5275674.
- Beiträge zu Albert Eulenburgs Real-Encyclopädie der gesammten Heilkunde. Zweite Auflage.
  - Band 2 (1885), S. 65–72: Aspiration; Textarchiv – Internet Archive.